# Марсіо Сантос
Марсіо Сантос (порт. Márcio Santos, нар. 15 вересня 1969, Сан-Паулу) — бразильський футболіст, що грав на позиції захисника.
Виступав, зокрема, у Європі за «Бордо», «Фіорентину» та «Аякс», а також національну збірну Бразилії. У складі збірної — чемпіон світу (1994) та володар Кубка Америки (1997).

## Клубна кар'єра
Народився 15 вересня 1969 року в місті Сан-Паулу. Марсіо Сантос розпочав кар'єру в клубі «Новорізонтіно», з якою він пройшов від аматорської ліги до Серії В чемпіонату Бразилії. Потім Марсіо грав за «Інтернасьйонал» та «Ботафогу». Після отримання «Срібного м'яча», нагороди, яку присуджують найкращим гравцям першості Бразилії, Марсіо виїхав до Європи, де виступав за французький «Бордо», що вийшов у Лігу 1, де провів 2 сезони.
Влітку 1994 року Марсіо перейшов в італійську «Фіорентину». Перед першістю президент клубу Чеккі Горі пообіцяв, що якщо бразилець заб'є в сезоні 6 голів, то він йому влаштує вечерю з Шерон Стоун, прихильником якої був Марсіо. Проте сезон для «Фіорентини» не вдався: клуб посів 10-те місце у серії А, а сам бразилець забив лише двічі і ще два голи відправив у власні ворота.
У 1995 році Марсіо перейшов в «Аякс», де він планувався як заміна Франка Райкарда. Однак за два сезону бразилець провів 21 матч, причиною чого стали численні травми і гра Франка де Бура, який мав тверде місце в основі команди. Також бразилець став найшвидшим гравцем, вилученим з поля в чемпіонаті Нідерландів: у матчі з ПСВ він отримав червону картку вже на 19-й секунді зустрічі.
У 1997 році він повернувся до Бразилії, де грав за «Атлетіко Мінейро», «Сан-Паулу» та «Сантос». Потім він грав у невеликих бразильських клубах, в Китаї і Болівії.
Завершив професійну ігрову кар'єру у клубі «Португеза Сантіста», за який виступав протягом 2004—2006 років.

## Виступи за збірні
У складі збірної Бразилії Марсіо дебютував 12 вересня 1990 року в товариській грі з Іспанією, в якій бразильці програли 0:3. Наступного року він поїхав зі збірною на Кубок Америки 1991 році у Чилі, де провів 4 гри і разом з командою здобув «срібло». 
1992 року захищав кольори олімпійської збірної Бразилії. У складі цієї команди провів 6 матчів, забив 1 гол.
У 1994 році Марсіо грав у складі збірної на чемпіонаті світу у США, де провів 7 матчів і забив 1 гол (у ворота Камеруну). Марсіо Сантос, єдиний з бразильців, що не забив післяматчевий пенальті у ворота збірної Італії, але це не завадило Бразилії стати чемпіоном світу. 
У 1997 році Марсіо поїхав на свій другий Кубок Америки у Болівії, здобувши того року титул континентального чемпіона, але не провів жодної гри. Протягом кар'єри у національній команді, яка тривала 8 років, провів у формі головної команди країни 42 матчі, забивши 5 голів..

## Після кар'єри
Завершивши кар'єру гравця, Марсіо зайнявся бізнесом, відкривши торговий центр в Балнеаріу-Камборіу. 19 квітня 2008 року Марсіо пережив інсульт і був поміщений в госпіталь в Балнеаріу-Камборіу, однак через 7 днів покинув лікарню.

## Титули і досягнення

### Командні
- Чемпіон штату Ріу-Гранді-ду-Сул (1):

«Інтернасьйонал»: 1991
- Чемпіон Нідерландів (1):

«Аякс»: 1995/96
- Чемпіон штату Сан-Паулу: (1):

«Сан-Паулу»: 1998
- Переможець Федерального округу: (1)

«Гама»: 2001

### Збірна
- Чемпіон світу (1):

Бразилія: 1994
- Володар Кубка Америки (1):

Бразилія: 1997
- Срібний призер Кубка Америки (1):

Бразилія: 1991

### Особисті
- Володар «Срібного м'яча» Бразилії: 1991